# Idiocalla
Idiocalla is een kevergeslacht uit de familie van de boktorren (Cerambycidae). De wetenschappelijke naam van het geslacht werd voor het eerst geldig gepubliceerd in 1903 door Jordan.

## Soorten
Idiocalla omvat de volgende soorten:
- Idiocalla ferruginea (Jordan, 1894)
- Idiocalla postica Jordan, 1903